# Синдром постійного сексуального збудження
Синдром постійного сексуального збудження (скорочено — СПСЗ; англ. persistent sexual arousal syndrome (PSAS)) — клінічний синдром, який проявляється постійним, самовільним і некерованим збудженням статевих органів у жінок, з оргазмом чи без оргазму, без стосунку до почуття насолоди. СПСЗ є відносно рідкісним відхиленням, і, оскільки, окремо від кліторизму його досліджують тільки з 2001 року, він поки мало вивчений. У засвідчених випадках його спричиняли вади тазових артерій і вен, які забезпечують кровотік до клітора. Стандартного лікування синдрому не існує, в кожному окремому випадку тактику лікування створюють індивідуально.